# آنالیز عددی
آنالیز عددی یا واکاوی عددی (Numerical analysis) به تنظیم، بررسی و اعمال شیوه‌های تقریبی محاسباتی برای حلّ آن دسته از مسائل ریاضیات پیوسته (در مقابل ریاضیات گسسته) می‌پردازد که با روش‌های تحلیلی و دقیق قابل حلّ نیستند. برخی از مسائل مورد نظر محاسبات عددی به‌طور مستقیم از حسابان می‌آید. جبر خطی عددی (بر روی میدان‌های حقیقی یا مختلط) و نیز حلّ معادلات دیفرانسیل خطی و غیر خطی مربوط به فیزیک و مهندسی از جملهٔ زمینه‌های دیگر برای کاربرد محاسبات عددی‌ست.

## تاریخچه
از آثار مکتوب به‌جامانده چنین برمی‌آید که گویا نخستین رساله در حساب به معنی امروزی را محمد بن موسی الخوارزمی نوشته‌است. آوازهٔ وی چنان در اروپا پیچید که واژهٔ الگوریتم را (که از الخوارزمی گرفته شده‌است) بر روش‌های حل مسئله در محاسبات عددی نهادند.
با پیشرفت رایانه‌ها نیاز به حل مسایل ریاضی به روش عددی بیش از پیش احساس شد. در این هنگام کارایی روش‌هایی که از قبل توسط نیوتون و لئونارد اویلر ارائه شده بود نمایان شد. ریاضی‌کارها و دانش‌گرهای دیگر نیز در این راه پا گذاشتند و روش‌هایی کاراتر ارائه دادند. به این ترتیب محاسبات عددی شکل نوین خود را یافت.

## معرفی
تعدادی از مسائل ریاضیات پیوسته دقیقاً با یک الگوریتم حل می‌شوند که به روش‌های مستقیم حل مسئله معروف‌اند. برای مثال، روش حذف گوسی برای حل دستگاه معادلات خطی، و نیز الگوریتم غیرمرکب مورد استفاده در برنامه‌ریزی خطی را می‌توان ذکر نمود. در مقابل، برای بسیاری از مسائل روش حل مستقیم وجود ندارد و باید از روش‌های دیگری مانند روش تکرارشونده استفاده شود.

## برآورد خطاها
برآورد خطاهای موجود در حل مسائل از مهم‌ترین قسمت‌های محاسبات عددی است این خطاها در روش‌های تکرارشونده وجود دارد چون به هرحال جواب‌های تقریبی به‌دست آمده با جواب دقیق مسئله، اختلاف دارد یا وقتی‌که از روش‌های مستقیم برای حل مسئله استفاده می‌شود خطاهایی ناشی از گرد کردن اعداد به‌وجود می‌آید. در محاسبات عددی می‌توان مقدار خطا را درآخر روش که برای حل مسئله به کار می‌رود، برآورد کرد.

## کاربردها
الگوریتم‌های مربوط به محاسبات عددی در حل بسیاری از مسائل موجود در علوم و مهندسی مورد استفاده قرار می‌گیرد. به عنوان مثال :
- تحلیل و طراحی سازه‌هایی همچون پل‌ها، سدها، و هواپیماها
- هواشناسی مثلاً پیش‌بینی آب و هوا، و تهیه نقشه‌های جوی از زمین
- تجزیه و تحلیل ساختار مولکول‌ها
- پیدا کردن مخازن
- مدل سازی چند مقیاسی ریه با روش‌های محاسباتی و بررسی عملکرد ریه و عوامل مؤثر بر آسم
- مدل سازی ریاضی تحرکات و رفتارهای جانوران از طریق تحلیل عددی معادلات دیفرانسیل مربوطه
- دینامیک چرخه‌ها و شبکه‌های هتروکلینیک با روش‌های محاسباتی
- توموگرافی امپدانس الکتریکی
- توموگرافی توزیع اپتیکی
- منیفلد سامانه‌های چندمقیاسی زمانی
- مدل سازی چند مقیاسی ترشح بزاق و تحلیل‌های عددی مربوطه
- دینامیک سیستم‌ها با مقیاس زمانی چندمقیاسی
- مسائل معکوس بیزی
- انتشار موج محاسباتی
- مدل سازی و حل عددی حرکت و تعاملات سلول‌های ایمنی
- تحریک پذیری ذاتی و سایر اثرات گذرا
- دینامیک مدل‌های آب و هوایی
- دینامیک گردابه پایداری گردابه
- ریاضیات صنعتی: توموگرافی فرایند
- پردازش تصویربرداری در صنایع شیمیایی، صنایع خمیر و کاغذ و صنایع معدنی.
- دینامیک مدل‌های اقلیمی و پیش بینی تغییرات آب و هوایی با استفاده از مدل سازی و تحلیل عددی

همچنین اکثر ابررایانه‌ها به‌طور مداوم بر اساس الگوریتم‌های محاسبات عددی برنامه‌ریزی می‌شوند. به‌طور کلی محاسبات عددی از نتایج عملی حاصل از اجرای محاسبات برای پیدا کردن روش‌های جدید برای تجزیه و تحلیل مسائل استفاده می‌کند.

## زبان‌های برنامه‌نویسی
امروزه بیشتر الگوریتم‌ها توسط رایانه اجرا می‌شوند. زبان‌ها و نرم‌افزارهای مختلفی برای این کار طراحی شده‌اند. از مهم‌ترین و کاربردی‌ترین آن‌ها می‌توان به موارد زیر اشاره کرد:
- پایتون (Python)
- فورترن (FORTRAN)
- متلب (MATLAB)
- میپل (Maple)
- متمتیکا (Mathematica)
- گنو اکتاو (GNU Octave)
- سایلب (Scilab)
- زبان برنامه‌نویسی آی‌دی‌ال (IDL)
- زبان برنامه‌نویسی آر (R)